# ألمان السوديت
البوهيميون الألمان، المعروفون لاحقًا باسم ألمان السوديت، من الألمان العرقيين الذين يعيشون في أراضي التاج البوهيمي، الذي أصبح لاحقًا جزءًا لا يتجزأ من ولاية تشيكوسلوفاكيا. قبل عام 1945، كان يسكن تشيكوسلوفاكيا أكثر من ثلاثة ملايين من هؤلاء البوهيميين الألمان،  يمثلون حوالي 23 في المائة من سكان الجمهورية بأكملها وحوالي 29.5 في المائة من سكان بوهيميا ومورافيا. هاجر الألمان الإثنيون إلى مملكة بوهيميا، وهي إقليم انتخابي للإمبراطورية الرومانية المقدسة، من القرن الحادي عشر، معظمهم في المناطق الحدودية لما سمى فيما بعد «سوديتنلاند»، سميت باسم جبال السوديت. كانت عملية التوسع الألماني هذه معروفة باسم التوسع الألماني ناحية الشرق. اعتمد اسم «ألمان السويدت» وسط تصاعد القومية في أعقاب سقوط النظام الملكي الهنغاري النمساوي، والذي كان نتيجة للحرب العالمية الأولى. بعد عام 1945، طُرد معظم الألمان من تشيكوسلوفاكيا إلى ألمانيا والنمسا.
تمتلك المنطقة التي أصبحت تُعرف باسم السوديت مناجم من الفحم البني، وكذلك مصانع الغزل والنسيج والزجاج. كانت الحدود البوهيمية مع بافاريا مأهولة بالدرجة الأولى بالألمان. كانت غابة بالاتين العليا، التي تمتد على طول الحدود البافارية وإلى المناطق الزراعية في جنوب بوهيميا، إحدى مناطق المستوطنة الألمانية. احتوت مورافيا على بؤر من الأراضي الألمانية «المغلقة» في الشمال والجنوب. كانت الجزر الألمانية الأكثر تميزًا: المدن التي تسكنها الأقليات الألمانية وتحيط بها التشيك. كان معظم ألمان من السويدت الروم الكاثوليك، إرث قرون من حكم هابسبورغ النمساوية.
ليس كل الألمان العرقيين يعيشون في مناطق معزولة ومحددة بوضوح؛ لأسباب تاريخية، اختلط التشيك والألمان في العديد من الأماكن وكانت ثنائية اللغة التشيكية الألمانية شائعة جدًا. ومع ذلك، منذ النصف الثاني من القرن التاسع عشر، أنشأ التشيك والألمان مؤسسات ثقافية وتعليمية وسياسية واقتصادية منفصلة أبقت كلتا المجموعتين شبه معزولة عن بعضها البعض. استمر هذا الشكل من الانفصال حتى نهاية الحرب العالمية الثانية، عندما تم طرد جميع الألمان تقريبًا.

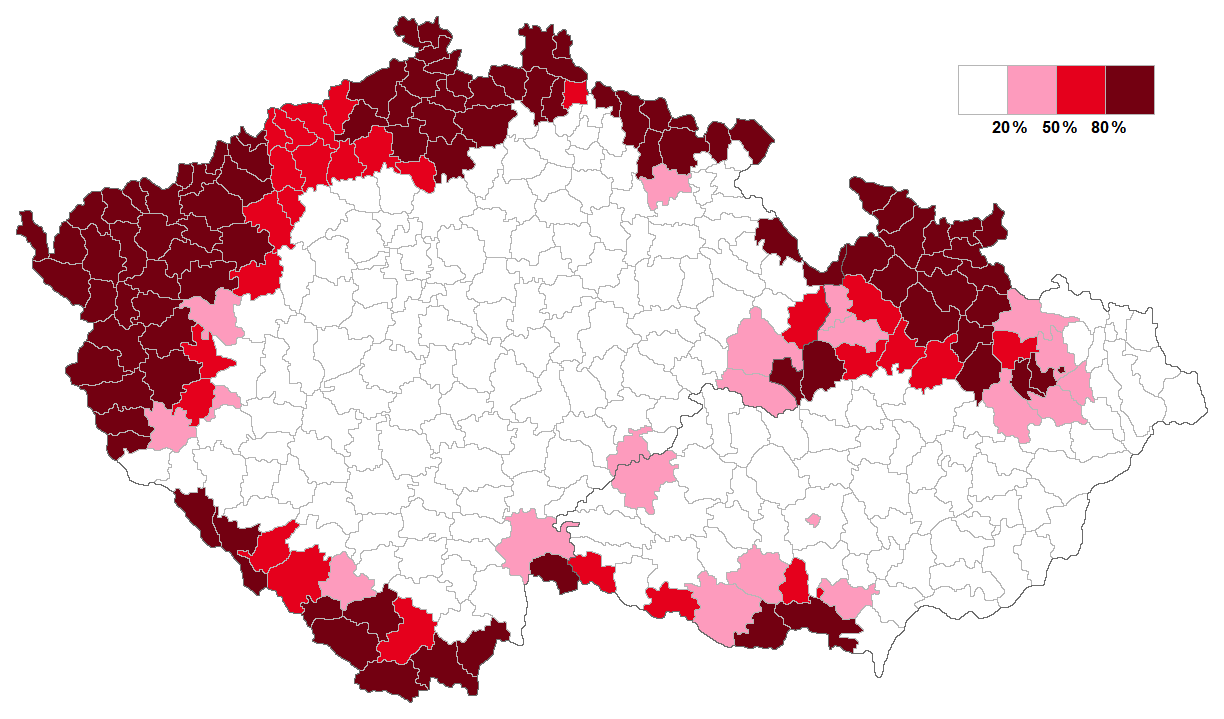
المقاطعات التشيكية حسب السكان من العرق الألمان العرقيين في عام 1930:
0-25%

## أسماء
في اللغة الإنجليزية، عادة ما يشار إلى الألمان العرقيين الذين نشأوا في مملكة بوهيميا باسم «البوهيميين الألمان».   تستخدم هذه التسمية التعريف الواسع لبوهيميا، والتي تشمل جميع أراضي التاج البوهيمي الثلاثة: بوهيميا ومورافيا وسيليزيا (النمساوية). في اللغة الألمانية، من الشائع التمييز بين الأراضي الثلاثة، ومن هنا تأتي المصطلحات البارزة Deutschböhmen (البوهيميون الألمان)، وDeutschmährer (المورافيون الألمان) وDeutschschlesier (ألمان سيليزيا). حتى في الألمانية، ومع ذلك، تم العثور على استخدام أوسع من «البوهيمي». 
ظهر مصطلح «ألمان السويدت» (Sudetendeutsche) خلال تصاعد القومية العرقية في أوائل القرن العشرين، بعد سقوط الإمبراطورية النمساوية المجرية في الحرب العالمية الأولى. تزامن ذلك مع ظهور مصطلح جديد آخر هو «سوديتنلاند»، والذي أشار فقط إلى أجزاء مملكة بوهيميا السابقة التي كانت تقطنها أغلبية من الألمان. هذه الأسماء مشتقة من جبال السوديت، التي تشكل الحدود الشمالية للأراضي البوهيمية. نظرًا لأن النظام الألماني النازي استخدم هذه المصطلحات بشدة لدفع إنشاء الرايخ الجرماني الكبير، فإن العديد من الألمان المعاصرين يتجنبونها لصالح الأسماء التقليدية.

## قبل الحرب العالمية الأولى

### العصور الوسطى والفترة الحديثة المبكرة
كان هناك الألمان العرقيين الذين يعيشون في أراضي التاج البوهيمي منذ العصور الوسطى. في أواخر القرن الثاني عشر وفي القرن الثالث عشر، روج حكام Přemyslid لاستعمار مناطق معينة من أراضيهم من قبل المستوطنين الألمان من الأراضي المجاورة في بافاريا وفرانكونيا وساكسونيا العليا والنمسا خلال التوسع الألماني الشرقي.

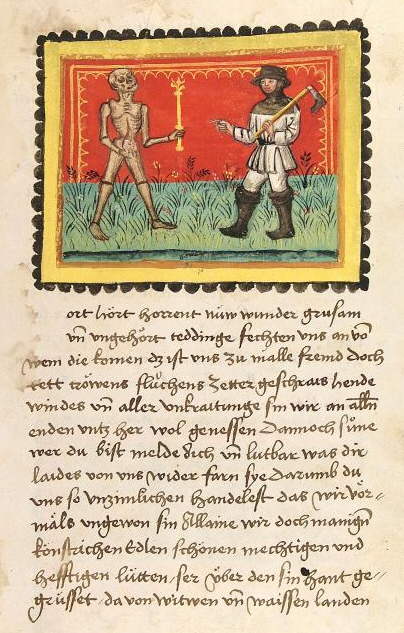
Der Ackermann aus Böhmen، مخطوطة من القرن الخامس عشر، جامعة هايدلبرغ

في عام 1348، أسس ملك لوكسمبورغ تشارلز الأول، وهو أيضًا ملك الرومان والإمبراطور الروماني المقدس (كما تشارلز الرابع) من عام 1355، جامعة تشارلز في براغ (ألما ماتر كارولينا)، الأولى في أوروبا الوسطى، حيث كانت لغة التعليم لاتينية وحضرها طلاب ألمان. كان التشيكيون يشكلون حوالي 20٪ من مجموع الطلاب وقت تأسيسها، في حين كان الباقي ألماني بالدرجة الأولى.

### القرن 19 وما بعده

اللهجات الألمانية

بعد ثورات عام 1848، وصعود القومية العرقية، أسفر التوتر حول التوترات العرقية داخل الإمبراطورية النمساوية الهنغارية عن المساواة السائدة بين التشيك والبوهيميين الألمان. حاول كل عرق، في المناطق التي كانت الأغلبية فيها، أن يحتفظ بالسيادة على شؤونها الخاصة. حافظت التشيك والألمان عموما المدارس والكنائس والمؤسسات العامة منفصلة. ومع ذلك، على الرغم من هذا، لم يكن من غير المألوف أن يفهم الألمان بعض اللغة التشيكية، أو أن يتحدث التشيكيون بعض الألمانية. ومع ذلك، شهدت مدن مثل براغ مزيدًا من الاختلاط بين الأعراق، وكان بها أيضًا أعداد كبيرة من اليهود. يتحدث اليهود في بوهيميا في كثير من الأحيان الألمانية، بالإضافة إلى اليديشية. تجسد الكاتبة الشهيرة فرانز كافكا تنوع بوهيميا، كونها يهوديًا من براغ يتحدث الألمانية، اسمه الأخير من أصل تشيكي.
في عام 1867، تم ضمان المساواة بين المواطنين النمساويين من جميع الأعراق من خلال التوافق الهنغاري النمساوي لعام 1867، والذي تضمن مبادئ الملكية الدستورية. أسست هذه الاتفاقية الملكية المزدوجة، وأعطت الهنغاريين السيادة على شؤونهم الخاصة. أثبت الحفاظ على الهيمنة الثقافية الألمانية في جميع أنحاء سيسليثانيا صعوبة، والآن، بدا الأمر مستحيلًا تمامًا. 

## في أعقاب الحرب العالمية الأولى
أدت نهاية الحرب العالمية الأولى، في عام 1918، إلى تفكك الإمبراطورية النمساوية المجرية متعددة الأعراق إلى مكوناتها التاريخية، أحدها مملكة بوهيمية، التي شكلت الجزء الغربي من تشيكوسلوفاكيا المنشأة حديثًا. أصر السياسيون التشيك على الحدود التقليدية للتاج البوهيمي هذا يعني أن الدولة التشيكية الجديدة سيكون لها حدود جبلية يمكن الدفاع عنها مع ألمانيا، ولكن أيضًا سيتم فصل مناطق الاستيطان الصناعية للغاية والتي تضم ثلاثة ملايين من الألمان العرقيين عن النمسا وتخضع للسيطرة التشيكية.
أراد رئيس الوزراء النمساوي في أواخر الحرب، إرنست سايدلر فون فيوتشتينيج، تقسيم بوهيميا عن طريق إنشاء مقاطعات إدارية (Verwaltungskreisen) على أساس جنسية السكان. في 26 سبتمبر 1918، عرض خليفته، الوزير ماكس هوسارك فون هينلين، على الحكم الذاتي التشيكي على نطاق واسع داخل الإمبراطورية والنمسا الملكية. جاء ذلك بعد فوات الأوان، لأن التشيكيين المنفيين قد حققوا بالفعل وضع حليف في الولايات المتحدة خلال الحرب العالمية الأولى ونتيجة للوفاق الثلاثي، ولم تعد الحكومة الإمبراطورية والملكية في فيينا خطيرة السلطة من قبل منتصري الحرب. 

### مقاطعة بوهيميا الألمانية
في 14 أكتوبر، نجح رافائيل باشر، إلى جانب الديموقراطي الاجتماعي، جوزيف سيليغر، في توحيد جميع الأحزاب الألمانية وأعضاء البرلمان في بوهيميا ومورافيا في ائتلاف. استعدادًا لتأسيس جمهورية بوهيميا الألمانية، قام هذا التحالف، الذي يرأسه باشر، بتعيين لجنة من اثني عشر عضوًا. بعد يوم واحد من إعلان جمهورية تشيكوسلوفاكيا، في 29 أكتوبر 1918، تم تشكيل مقاطعة بوهيميا الألمانية وعاصمتها في رايشنبرج. كان أول حاكم لها هو رافائيل باشر، الذي نقل منصبه في 5 نوفمبر إلى رودولف لودجمان فون أوين.
تتألف مقاطعة بوهيميا الألمانية من منطقة مجاورة لشمال وغرب بوهيميا تمتد من إجيرلاند إلى منطقة براوناو على طول الحدود مع الإمبراطورية الألمانية.  في جنوب بوهيميا، ظهرت الوحدة الإدارية في Böhmerwaldgau، والتي كانت جزءًا من النمسا العليا. اندمجت بوهيميا الألمانية في جبال النسر وفي منطقة لاندسكرون مع ما يسمى بـ «مقاطعة سودينلاند» (التي كانت لها حدود مختلفة جذريًا عن الفهم اللاحق للمصطلح). تم دمج مقاطعة Neubistritz البوهيمية في زنويمو، وبالتالي كان من المفترض أن تدار من قبل النمسا السفلى. كان مقر القضاء في بوهيميا الألمانية في رايشنبرج. كانت فيينا مسؤولة عن المناطق الألمانية الأخرى. في 22 نوفمبر 1918، أعلنت مقاطعة بوهيميا الألمانية نفسها جزءًا من ولاية النمسا الألمانية. في نفس اليوم، تم تحديد أراضي النمسا الألمانية بموجب قانون «الجمعية الوطنية المؤقتة» (Provisorische Nationalversammlung)، بما في ذلك الجمعية الألمانية البوهيمية ومورافيا الألمانية في المجلس الإمبراطوري السيسليثاني السابق.
بالإضافة إلى إنشاء المنظمة الحكومية في الولاية، تم إنشاء سلطات عليا. على سبيل المثال، وزارة المالية ووزارة الزراعة والمحكمة الإقليمية العليا في رايشنبرغ بالإضافة إلى مكتب البريد العام وإدارة السكك الحديدية.
ومع ذلك، ولأسباب جغرافية، لم يكن الحل الإقليمي ممكنًا إلا إذا تم ضم هذه المناطق، إلى جانب النمسا، إلى الجمهورية الألمانية.
بعد إعلان الجمهورية التشيكوسلوفاكية (الجمهورية التشيكية) في 28 أكتوبر 1918، طالب البوهيميون الألمان، الذين يدعون الحق في تقرير المصير وفقًا لما ورد في النقاط الأربع عشرة للرئيس وودرو ويلسون، ببقاء مناطق وطنهم مع الدولة النمساوية التي بحلول ذلك الوقت قد تم تخفيضها إلى جمهورية النمسا الألمانية. اعتمد البوهيميون الألمان على المعارضة السلمية لاحتلال وطنهم من قبل الجيش التشيكي، وهي عملية بدأت في 31 أكتوبر 1918 وانتهت في 28 يناير 1919. وقع القتال بشكل متقطع، مما أسفر عن مقتل بضع عشرات من الألمان والتشيك.
في 4 مارس 1919، تظاهر تقريبا جميع السكان العرقيين الألمان بسلام لحقهم في تقرير المصير. هذه المظاهرات رافقها إضراب عام ليوم واحد. كان حزب العمال الاشتراكيين الديمقراطيين الألماني في جمهورية تشيكوسلوفاكيا، الذي كان أكبر حزب في ذلك الوقت، مسؤولاً عن مبادرة المظاهرة، لكنه كان مدعومًا أيضًا من قبل الأحزاب الألمانية البورجوازية الأخرى. قام الجيش التشيكي بقمع هذه المظاهرات، حيث قتل 54 شخصًا و84 جريحًا.
أوضحت معاهدة سان جيرمان المؤرخة 10 سبتمبر 1919 أن بوهيميا الألمانية لن تصبح جزءًا من الجمهورية النمساوية الجديدة. بدلاً من ذلك، ستصبح جزءًا من تشيكوسلوفاكيا. نظرت هذه الدولة التشيكية الجديدة إلى الألمان العرقيين كأقلية عرقية. ومع ذلك، عاش حوالي 90 في المائة في مناطق يمثلون فيها 90 في المائة أو أكثر من السكان.

### علم السكان
في عام 1921، كان عدد سكان تشيكوسلوفاكيا متعددة الأعراق 6.6 مليون تشيكي، 3.2 مليون ألماني، مليوني سلوفاكي، 0.7   مليون مجري، نصف مليون روثيني (روسين)، 300000 يهودي، و 100.000 بولندي، بالإضافة إلى الغجر والكروات وغيرهم من الجماعات العرقية. يمثل الناطقون باللغة الألمانية ثلث سكان الأراضي البوهيمية، وحوالي 23.4 في المائة من سكان الجمهورية بأسرها (13.6 في المائة)   مليون). [بحاجة لمصدر] مثلث المستوطنة العرقية الألمانية التاريخية المحيطة ببلدة إيجر هو أكثر المناطق نشاطًا للقومية الألمانية. تمتد غابات بالاتينات العليا، وهي منطقة يسكنها الألمان في المقام الأول، على طول الحدود البافارية لتشمل المناطق الزراعية الفقيرة في جنوب بوهيميا.
احتوت مورافيا على العديد من بقع المستوطنات الألمانية العرقية في الشمال والجنوب. الأكثر نموذجية في هذه المناطق كانت «جزر اللغة» الألمانية، والمدن التي يسكنها الألمان العرقيين، ولكن تحيط بها التشيكيين الريفيين. لم تكن القومية الألمانية المتطرفة سائدة في هذه المناطق. القومية الألمانية في منطقة تعدين الفحم في جنوب سيليزيا، والتي كانت 40.5 ٪ الألمانية، كانت مقيدة بالخوف من المنافسة من الصناعة في الرايخ الألماني.

## السياسات التي تؤثر على الألمان العرقيين في الجمهورية التشيكوسلوفاكية

خريطة لغوية لتشيكوسلوفاكيا في عام 1930

شعر الكثير من الألمان أن الدستور الجديد لم ينفذ ما وعد به التشيك في باريس، لأنهم اعتقدوا أنه لا توجد حقوق كافية للأقليات فيه. (لكنهم اعتادوا تدريجياً أن يكونوا مواطنين تشيكوسلوفاكيين. شاركوا في الانتخابات الأولى عام 1920، وبعد ست سنوات في عام 1926، كان أول ألماني في منصب وزيرً (روبرت ماير هارتنغ وفرانز سبينا) وكان أول حزب ألماني جزءًا من الحكومة (حزب الشعب المسيحي الاجتماعي والمزارعين) "دوري"، لذلك اعتادو على الشعور بأنفسهم كمواطنين تشيكوسلوفاكيين.

## صعود الحزب النازي

علم رفعه بعض الألمان في السويديت

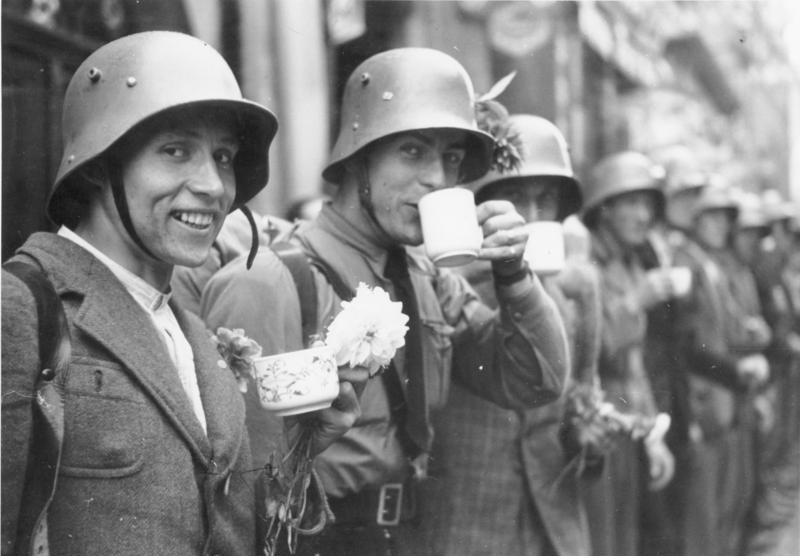
فريكروبس ألمان السويدت

وسع القوميون الألمان في السوديت، وخاصة النازيين، أنشطتهم خلال سنوات الكساد. في 30 يناير 1933، تم تعيين هتلر مستشارًا لألمانيا. استعدت الحكومة التشيكوسلوفاكية لقمع حزب سوديت النازي. في خريف عام 1933، حل نازيون السويدت تنظيمهم، وتم الضغط على المواطنين الألمان لفعل ذلك. طردت الحكومة المواطنين الألمان والسوديت النازيين من مناصب الحكومة المحلية. كان سكان مدينة السوديت الألمانية غاضبين، خاصة في معاقل القوميين مثل إغيرلاند.
في 1 أكتوبر 1933، أنشأ كونراد هنلين مع نائبه كارل هيرمان فرانك، بمساعدة أعضاء آخرين في Kameradschaftsbund، وهي منظمة شبابية ذات توجه باطني، منظمة سياسية جديدة. الجبهة الداخلية الألمانية لسويدت (Sudetendeutsche Heimatfront) اعترفت بالولاء للدولة التشيكوسلوفاكية ولكنها دافعت عن اللامركزية. استوعبت معظم المواطنين الألمان السابقين والسويدت النازيين.
في عام 1935 أصبحت الجبهة الداخلية الألمانية في السويدت هي الحزب الألماني لسويدت (Sudetendeutsche Partei) (SdP) وبدأت حملة دعائية نشطة. في انتخابات أيار (مايو)، فاز الحزب الديمقراطي الاجتماعي بأكثر من 60٪ من الأصوات الألمانية في السويدت. فقد الزراعيون الألمان والاشتراكيون المسيحيون والديمقراطيون الاشتراكيون حوالي نصف أتباعهم. أصبح الحزب الديمقراطي الاجتماعي مركز القوى القومية الألمانية. مثل الحزب نفسه بالسعي للتوصل إلى تسوية عادلة لمطالبات السويدت الألمانية في إطار الديمقراطية التشيكوسلوفاكية. حافظ هنلاين على اتصال سري مع ألمانيا النازية وتلقى مساعدات مادية من برلين. أيد الحزب الديمقراطي الاشتراكي فكرة الفوهرر وأساليب النازية تحاكي مع لافتات وشعارات، والقوات النظامية. تم رفض التنازلات التي قدمتها الحكومة التشيكوسلوفاكية، بما في ذلك تنصيب المسؤولين الألمان من السويد بشكل حصري في مناطق سوديتن الألمانية والمشاركة المحتملة لـ SdP في مجلس الوزراء. بحلول عام 1937 دعم معظم قادة الحزب الديمقراطي الاشتراكي أهداف هتلر لعموم ألمانيا.
في 13 مارس 1938، ضم الرايخ الثالث النمسا، «الاتحاد» المعروف باسم آنشلوس. بعد ذلك مباشرة دعم العديد من ألمان السويدت هنلاين. في 22 مارس، اندمج الحزب الزراعي الألماني، بقيادة جوستاف هاكر، مع الحزب الديمقراطي الاجتماعي. قام الاشتراكيون المسيحيون الألمان في تشيكوسلوفاكيا بتعليق أنشطتهم في 24 مارس؛ دخل نوابهم وأعضاء مجلس الشيوخ النادي البرلماني SdP. أستمر الاشتراكيين الديمقراطيين في الدفاع عن الحرية الديمقراطية. ومع ذلك دعمت الجماهير حزب الشعب الديمقراطي. [بحاجة لمصدر]

### مجلس النواب التشيكوسلوفاكي 1920-1935
يوضح الجدول أدناه عدد المقاعد التي حصلت عليها الأحزاب الألمانية والقوائم الألمانية الهنغارية في مجلس النواب التشيكوسلوفاكي بين عامي 1920 و1935.
| حزب أو قائمة                                         | المقاعد 1920 | المقاعد 1925 | المقاعد 1929 | المقاعد 1935 | الأصوات 1935 |
| ---------------------------------------------------- | ------------ | ------------ | ------------ | ------------ | ------------ |
| الحزب الألماني Sudeten                               | -            | -            | -            | 44           | 1.256.010    |
| الحزب الوطني الألماني                                | -            | 10           | 7            | -            | -            |
| حزب العمال الوطني الاشتراكي الألماني                 | 15           | 17           | 8            | -            | -            |
| حزب العمال الاشتراكي الديمقراطي الألماني             | 31           | 17           | 21           | 11           | 300,406      |
| حزب الشعب الاجتماعي المسيحي الألماني                 | 7            | 13           | 14           | 6            | 163,666      |
| الاتحاد الألماني للمزارعين                           | 11           | 24           | -            | 5            | 142,775      |
| الأحزاب المجرية والكتلة الانتخابية الألمانية Sudeten | 9            | 4            | 9            | 9            | 292,847      |
| الأحزاب الألمانية المتحدة                            | 6            | -            | 16           | -            | -            |
| المجموع (من بين 300 مقعد)                            | 79           | 85           | 75           | 75           |              |

- الأحزاب المجرية والكتلة الانتخابية الألمانية السوديتية (1935): الحزب الليبرالي الديمقراطي الألماني، حزب الصناعيين الألمان، حزب الأمة الألمانية، اتحاد الأراضي الألمانية في سوديت، حزب العمال الألمان، حزب الرمز البريدي الألماني، الحزب الاجتماعي المسيحي بالمقاطعة، الحزب الوطني المجري [20]

## الأزمة النهائية في عام 1938

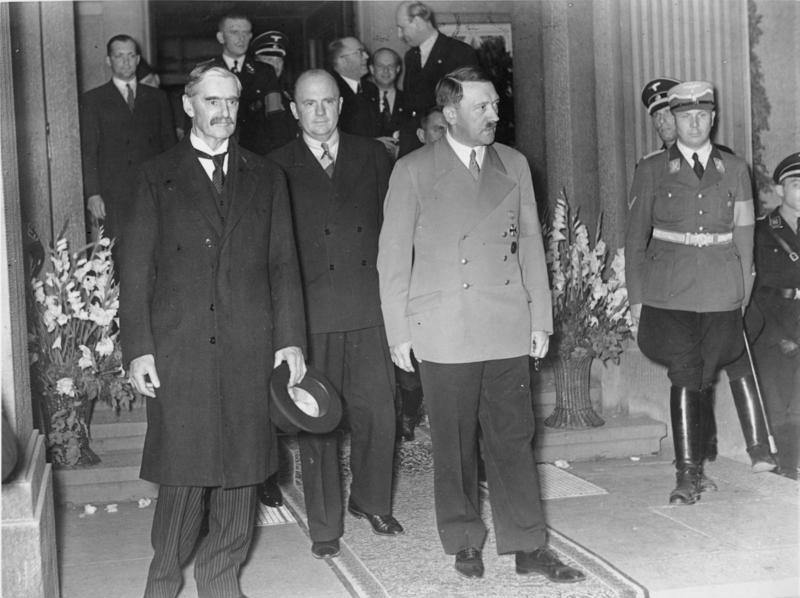
إنسميل، ونيفيل تشامبرلين (يسار) وهتلر يغادران اجتماع باد جودسبرج، 23 سبتمبر 1938.

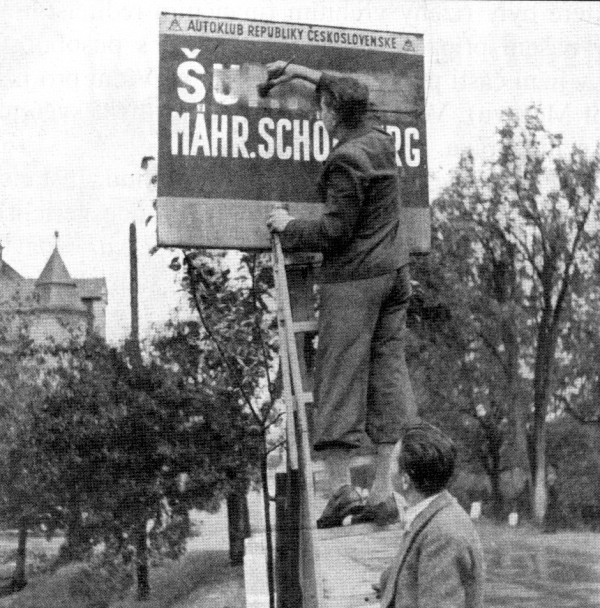
شومبيرك، تم مسح الأسماء التشيكية من قبل ألمان السويدت بعد ضم ألمانيا السويدت في عام 1938

التقى كونراد هنلين مع هتلر في برلين في 28 مارس 1938، وصدرت له تعليمات برفع مطالب غير مقبولة للحكومة التشيكية السلوفاكية. في مراسيم كارلسباد، الصادرة في 24 أبريل، طالب الحزب الديمقراطي الاجتماعي بالحكم الذاتي الكامل لسويدت وحرية اعتراف بالأيديولوجية النازية. لو تم قبول مطالب هنلين.
مع تدهور الوضع السياسي، تدهور الوضع الأمني في سوديتنلاند. أصبحت المنطقة موقعًا للاشتباكات الصغيرة بين أتباع الشباب من الحزب الديمقراطي الاشتراكي (المجهزين بالأسلحة المهربة من ألمانيا) والشرطة وقوات الحدود. في بعض الأماكن، تم استدعاء الجيش النظامي لتهدئة الوضع. اتهمت الدعاية الألمانية النازية الحكومة التشيكية بارتكاب أعمال وحشية ضد الألمان الأبرياء. بدأ الجمهور التشيكي في الاستعداد لحرب لا مفر منها (على سبيل المثال، التدريب على استخدام أقنعة الغاز).
في 20 مايو، بدأت تشيكوسلوفاكيا ما يسمى «التعبئة الجزئية» (حرفيًا «الاحتياط العسكري الخاص») ردًا على شائعات حول تحركات القوات الألمانية. انتقل الجيش إلى موقعه على الحدود. حاولت القوى الغربية تهدئة الوضع وأجبرت حكومة تشيكوسلوفاكيا على الامتثال لمعظم مراسيم كارلسباد. ومع ذلك، فإن الحزب الديمقراطي الاجتماعي، الذي تم توجيهه نحو الحرب، صعد الوضع بمزيد من الاحتجاجات والعنف.
مع مساعدة من القوات النازية الخاصة، وSudetendeutsche فريكوربس (مجموعات شبه عسكرية مدربة في ألمانيا مدربين-شوتزشتافل) تولى بعض المناطق الحدودية وارتكبت العديد من الجرائم: انها قتلت أكثر من 110 تشيكي (معظمهم من الجنود ورجال الشرطة) واختطفوا أكثر من 2020 مواطن تشيكوسلوفاكي (بما في ذلك الألمانية المناهضة للفاشية)، ونقلهم إلى ألمانيا النازية.
في أغسطس / آب، أرسل رئيس وزراء المملكة المتحدة نيفيل تشامبرلين اللورد رانسيمان،  إلى تشيكوسلوفاكيا لمعرفة ما إذا كان بإمكانه الحصول على تسوية بين الحكومة التشيكية والسلوفاكية في سوديتنلاند. فشلت مهمته لأن الحزب الألماني لسويدت رفض جميع المقترحات (تحت قيادة هتلر).   
فرنسا وبريطانيا لم يرغبوا في الدخول في حرب مع ألمانيا النازية لذلك كانت فرنسا وبريطانيا يحاولون استرضاء أدولف هتلر لتجنب الحرب. وعندما اندلعت أزمة منطقة السوديت لم ترغب الحكومة الفرنسية في مواجهة ألمانيا النازية بمفردها، لذلك طلبت من بريطانيا التي كانت تقودها حكومة رئيس الوزراء البريطاني نيفيل تشامبرلين التدخل في هذه الازمة. وبرر نيفيل تشامبرلين للمطالب الألمانية في السوديت، وإعتبر أن نوايا أدولف هتلر في تشيكوسلوفاكيا محدودة جدا. لذلك، نصحت كل من فرنسا وبريطانيا تشيكوسلوفاكيا بالقبول بمطالب ألمانيا النازية. ولكن قوبلت هذه النصائح بالرفض من قبل تشيكوسلوفاكيا. وأعلنت الحكومة التشيكوسلوفاكية في 19 مايو 1938، التعبئة الجزئية للاستعداد للغزو الألماني المحتمل.
في 20 مايو 1938، قدم أدولف هتلر وجنرالاته مشروع خطة للهجوم على تشيكوسلوفاكيا وأطلق على هذه العملية «غرين»، وأصر أدولف هتلر على أنه يجب «القضاء على تشيكوسلوفاكيا» عسكريا دون «استفزاز»، أو يجب أن يكون هناك «تبرير سياسي كاف» لهذه العملية. في 28 مايو 1938، دعا أدولف هتلر إلى عقد اجتماع لرؤساء الأجهزة الألمانية حيث أمر بتسريع عملية بناء البارجة تيربيتز، والبارجة بسمارك للانتهاء منهما في ربيع 1940، وطلب بزيادة القوة النارية لطراد شارنهورست وجنيزنو في أسرع وقت.
ادعى الرئيس الألماني أدولف هتلر، أن حكومة تشيكوسلوفاكيا ليست عادلة في معاملاتها مع المقيمين الألمان في إقليم السوديت، وأن أراضيهم يجب أن تكون جزءًا من ألمانيا.
حاول رئيس وزراء بريطانيا نفيل تشمبرلين التوصل إلى تسوية سلمية، فقابل هتلر مرتين في سبتمبر عام 1938م، ولكن المفاوضات فشلت. اقترح تشمبرلين في نهاية الأمر عقد مؤتمر يضم الزعيم الفرنسي إدوارد دالاديه والإيطالي بنيتو موسوليني في ميونخ في 29، 30 سبتمبر 1938م ونَتَج عنه توقيع اتفاقية ميونخ.
وقعت اتفاقية ميونيخ في سبتمبر عام 1938م في ميونيخ بألمانيا، ونصت على قبول بريطانيا وفرنسا طلب ألمانيا بضم أحد أقاليم تشيكوسلوفاكيا. كانت الاتفاقية تختص بمنطقة سوديتنلاند في تشيكوسلوفاكيا التي كان يقطنها 800 ألف تشيكي و 2,800,000 شخص من أصل ألماني. كانت مساحة هذه المنطقة حوالي 28,500 كم² وتضم أغلب المراكز الصناعية والاتصالات والمراكز العسكرية والدفاعات الطبيعية الحيوية في تشيكوسلوفاكيا. تضمنت المعاهدة وعدًا من ألمانيا بإنهاء توسُّعاتها العدوانية، واعتبرتها بريطانيا وفرنسا محاولة لتجنب الحرب. ولكن ألمانيا نقضت الاتفاقية وجرَّت أوروبا نحو بداية الحرب العالمية الثانية (1939 - 1945م).
سمحت هذه المعاهدة لألمانيا بضم إقليم سوديتنلاند، وفي المقابل وعد هتلر بأن تكون سوديتنلاند آخر منطقة يطالب بها في أوروبا. كما تضمَّنت الاتفاقية تكوين لجنة دولية للإشراف على الاحتلال وإقامة انتخابات في مناطق النزاع الأخرى، وضمان مشترك لاستقلال تشيكوسلوفاكيا بعد تقليصها وتعديل طلبات كل من بولندا والمجر. لم يُنَفّذ بالفعل إلا البندان الأول والأخير من الاتفاقية وقد وضَح في البداية أن اتفاقية ميونيخ، ستُجنب أوروبا الحرب، وذكر تشمبرلين للجماهير المهللِّة في إنجلترا أنه ¸السلام بشرف والسلام في عصرنا.

## تحت الحكم النازي

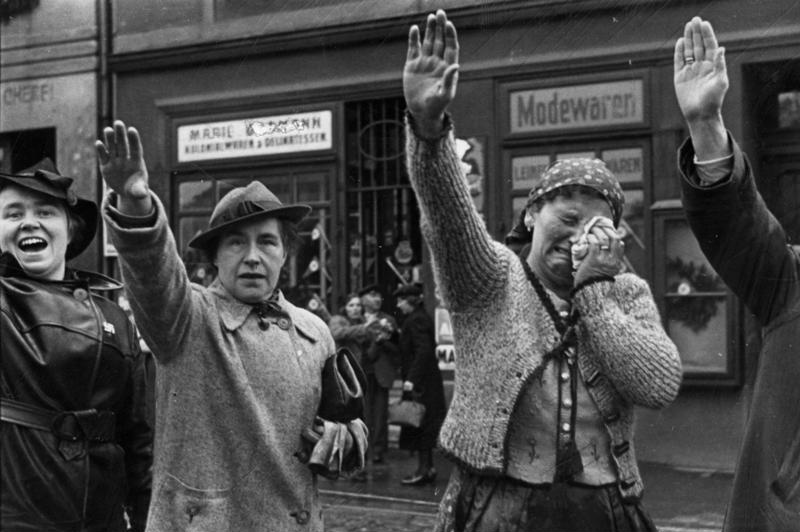
الألمان يحيون هتلر بالتحية النازية بعد أن عبر الحدود إلى تشيكوسلوفاكيا في عام 1938.

بقي حوالي 250,000 ألماني على الجانب التشيكي من الحدود، والذي أصبح لاحقًا جزءًا من الرايخ من خلال إنشاء محمية بوهيميا ومورافيا تحت حكام ألمانيا والجيش الألماني. تم منح جميع الألمان في هذه الأراضي التشيكية بعد ذلك الجنسية الألمانية،  حين حصل معظم الألمان في سلوفاكيا على الجنسية السلوفاكية.
مع إقامة الحكم الألماني، كان مئات الآلاف من التشيك الذين انتقلوا (في ظل سياسة التشيك) إلى منطقة سوديتنلاند بعد عام 1919 غادروا المنطقة، وبعضهم عن طيب خاطر. ومع ذلك، سُمح لهم بأخذ ممتلكاتهم وبيع منازلهم وأراضيهم بشكل قانوني. 
في الانتخابات التي أجريت في 4 ديسمبر 1938، صوت 97.32 ٪ من السكان البالغين في السويدت لصالح الحزب النازي. التحق حوالي نصف مليون من الألمان من سكان السويدت بالحزب النازي، والذي كان يمثل 17.34 ٪ من السكان الألمان في السويدت (كان المتوسط في ألمانيا النازية 7.85 ٪). بسبب معرفتهم للغة التشيكية، تم توظيف العديد من ألمان السويدت في إدارة محمية بوهيميا ومورافيا وكذلك في الآلات القمعية النازية مثل الغيستابو. وكان أبرزها كارل هيرمان فرانك، قائد الأمن العام والشرطة ووزير الخارجية في المحمية.
خلال الحرب العالمية الثانية، خدم عادة الرجال الألمان في سلوفاكيا في الجيش السلوفاكي، ولكن أكثر من 7000 كانوا أعضاء في فرق شبه عسكرية (Freiwillige Schutzstaffeln) وحوالي 2000 متطوع انضموا إلى فافن إس إس. بعد بداية الانتفاضة الوطنية السلوفاكية في أواخر عام 1944، تم تجنيد معظم الشباب الألمان في سلوفاكيا في الجيش الألماني، إما مع الفيرماخت أو فافن إس إس. خدم صغار السن وكبار السن في Heimatschutz، وهو ما يعادل فولكسشتورم في ألمانيا. أمر النازيون بعضهم بالتحرك ضد الثوار. شارك آخرون في ترحيل اليهود السلوفاك. قام النازيون بإجلاء حوالي 120,000 ألماني (معظمهم من النساء والأطفال) إلى السوديت والمحمية. 

## الطرد والترحيل

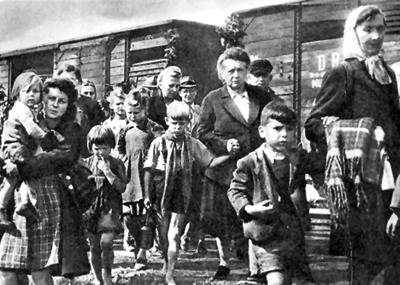
طرد الألمان من بوهيميا ومورافيا بعد الحرب العالمية الثانية

في أعقاب الحرب العالمية الثانية، عندما أعيدت الدولة التشيكية السلوفاكية، طردت الحكومة غالبية الألمان العرقيين (حوالي 3 ملايين إجمالاً)، اعتقادا منهم بأن سلوكهم كان سببا رئيسيا للحرب والتدمير اللاحق. في الأشهر التي تلت نهاية الحرب مباشرة، حدثت عمليات الطرد «الوحشية» من مايو حتى أغسطس 1945. وقد شجع العديد من رجال الدولة التشيكوسلوفاكيين عمليات الطرد هذه بخطب جدلية. وبصفة عامة، أمرت السلطات المحلية بطردهم، وهو ما قام به المتطوعون المسلحون. في بعض الحالات، بدأ الجيش النظامي عمليات الطرد هذه أو ساعدها. قُتل عدة آلاف من الألمان خلال عملية الطرد، وتوفي الكثير منهم بسبب الجوع والمرض نتيجة أن أصبحوا لاجئين.
استمر النقل المنتظم للمواطنين العرقيين بين الأمم، المصرح به وفقًا لمؤتمر بوتسدام، من 25 يناير 1946 حتى أكتوبر 1946. يقدر أنه تم ترحيل 1.6 مليون «ألماني من أصل إثني» (معظمهم كان لهم أسلاف تشيكيون؛ وحتى التشيك، الذين تحدثوا الألمانية بشكل أساسي على مدى السنوات الأخيرة)، تم ترحيلهم من تشيكوسلوفاكيا إلى المنطقة الأمريكية فيما أصبح ألمانيا الغربية. تم ترحيل ما يقدر بنحو 800000 إلى المنطقة السوفيتية (فيما أصبح ألمانيا الشرقية). تتراوح تقديرات الإصابات المرتبطة بعملية الطرد هذه ما بين 20000 و200000 شخص، حسب المصدر. وشملت الخسائر في المقام الأول الوفيات والانتحارات العنيفة والاغتصاب والوفيات في معسكرات الاعتقال والأسباب الطبيعية.
حتى جامعة تشارلز فرديناند الناطقة بالألمانية في براغ لم تستطع الهرب من الطرد. فر أعضاء هيئة التدريس والطلاب والمسؤولون الباقون إلى ميونيخ في بافاريا، حيث أسسوا معهد كوليجيوم كارولينوم، وهو معهد أبحاث لدراسة الأراضي البوهيمية.

## البوهيميين الألمان
- Wulf Barsch
- قايدو بيك
- Gustl Berauer
- Alfred Biolek
- Ferdinand Blumentritt
- يوهان بوم
- Rudolf Burkert
- Hanns Cibulka
- Ludwig Czech
- Rudolf Dellinger
- Willen Dick
- بيتر دوكي
- Roland Ducke
- Johanna Döbereiner
- Heinz Edelmann
- إدوارد مولر
- Karl Ernstberger
- Herbert Feigl
- Hanni Fink
- كارل فرانك
- Anni Frind
- Martin Glaessner
- Karl Gilg
- Peter Glotz
- Traudl Grassi
- Waltraut Grassi
- بيتر غرونبيرغ
- Erhard Grundmann
- Mizzi Günther
- ثاديوس هاينك
- Eduard Hanslick
- سيغفريد هيلت
- إريك هيلر
- كونراد هينلين
- غونثر هيربغ  [لغات أخرى]‏
- هيرتا هوبر
- Theodor Innitzer
- رودلف جونغ
- Rudolf Kauschka
- ايغون كليبش
- أوتو كيتل
- Kurt Knispel
- فريدريش كراوس
- Albert Krauss
- هانس كريبس
- Werner Krieglstein
- Gustav Karl Laube
- Julius Lippert
- Karl Löbelt
- Robert Martinek
- Rudolf Maschke
- Robert Mayr-Harting
- غريغور يوهان مندل
- Alois Neurath
- Evelyn Opela
- تشستمير باتزيل
- Josef Pfitzner
- فارديناند بورشيه
- Gertrude Porsche-Schinkeová
- Alfred Posselt
- Erwin Posselt
- Fritz Posselt
- Fritz Preissler
- أوتفريد برويسلر
- كورت راب
- Walter Reder
- Emma Riedl
- راينر ماريا ريلكه
- Heinz Rutha
- إميل ساكس
- Johann Schicht
- أوسكار شيندلر
- Augustin Schramm
- هورست سيغيل
- Norbert Singer
- ويليام شتاينيتز
- Daniel Swarovski
- Dieter F. Uchtdorf
- ايمانويل ويرث
- Fritz Wittmann

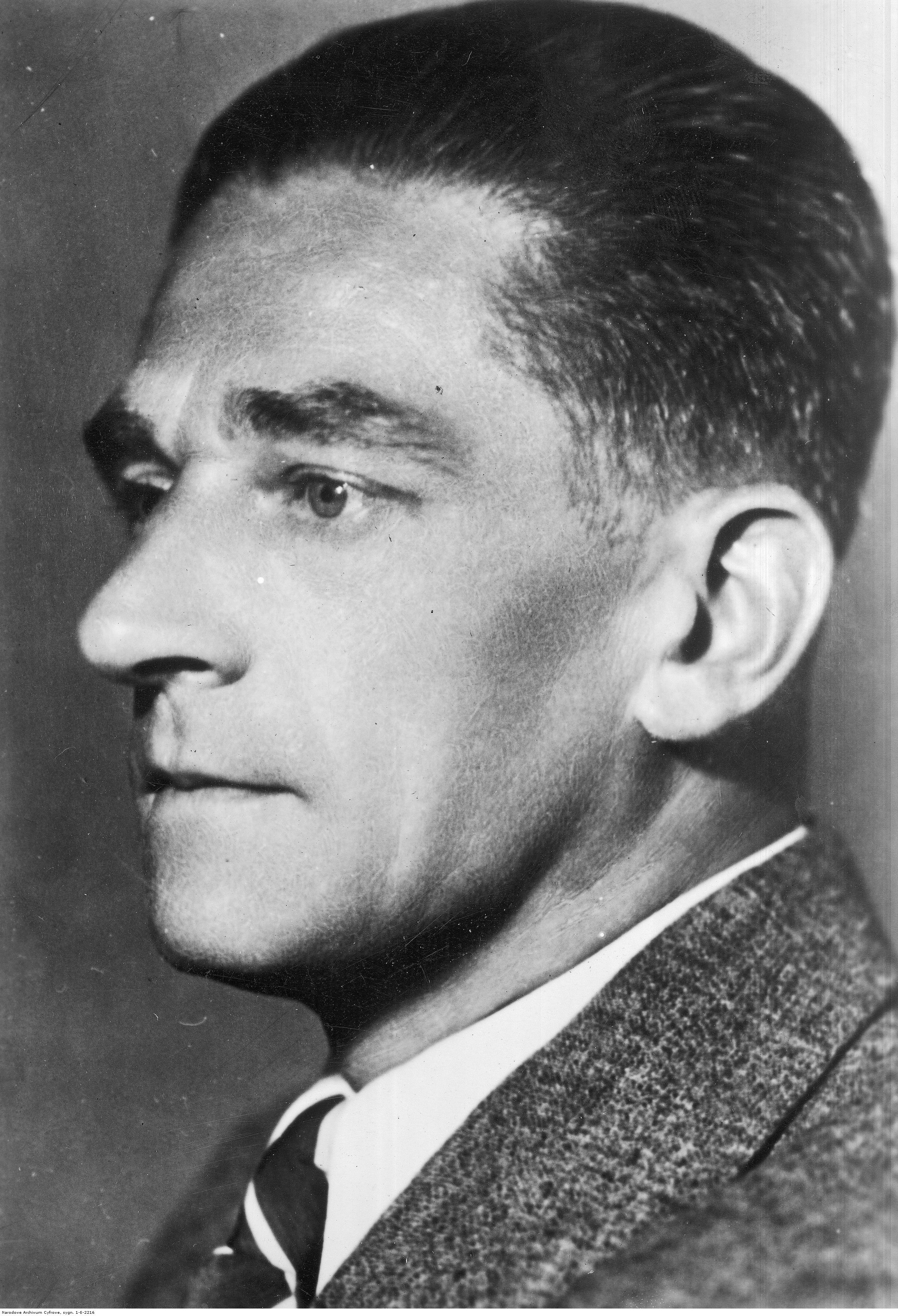
كارل هيرمان فرانك نائب ل راينهارد هايدريش ، أعدم بعد الحرب العالمية الثانية
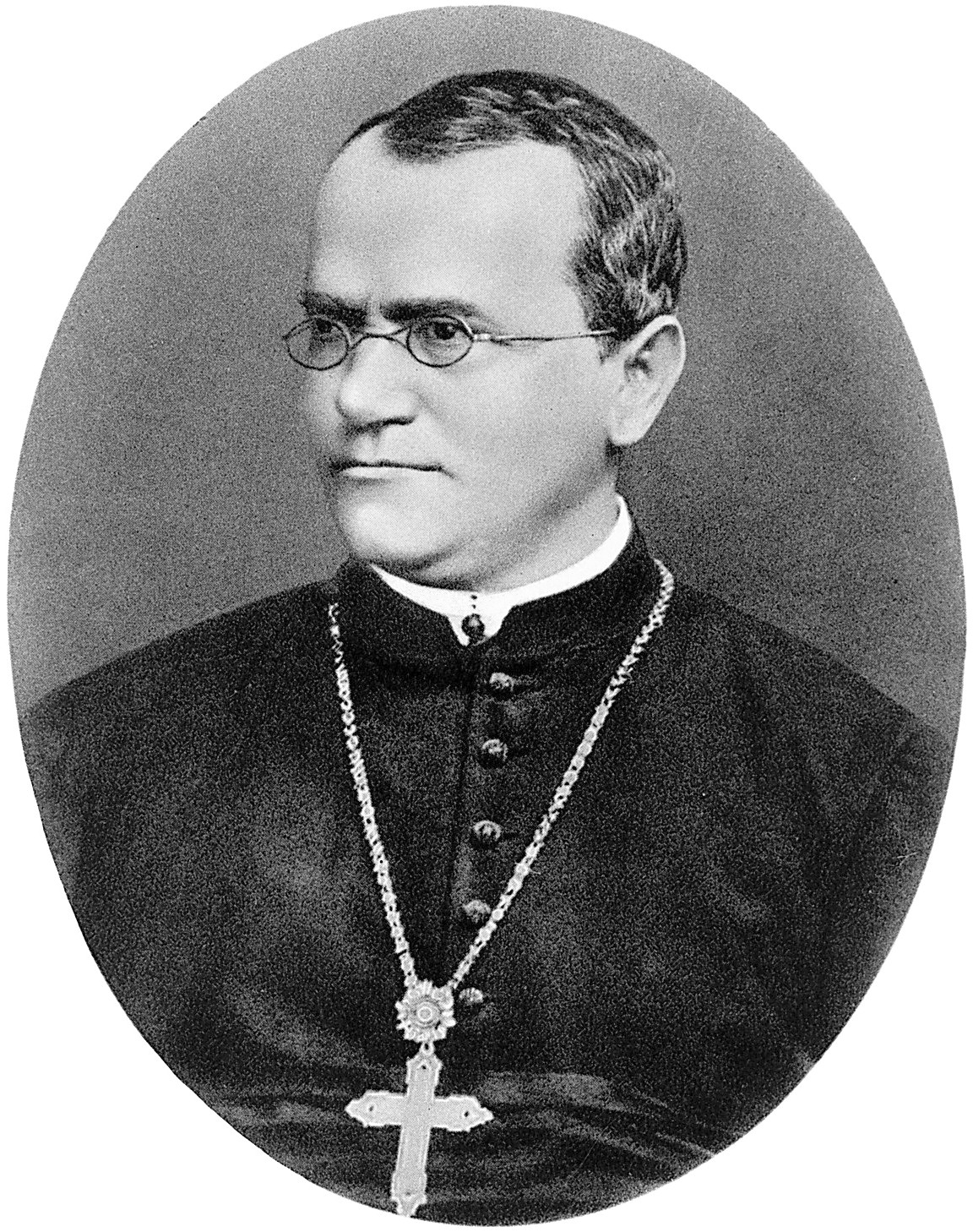
جريجور مندل الذي كان رائدًا في علم الوراثة من خلال دراسته للبازلاء
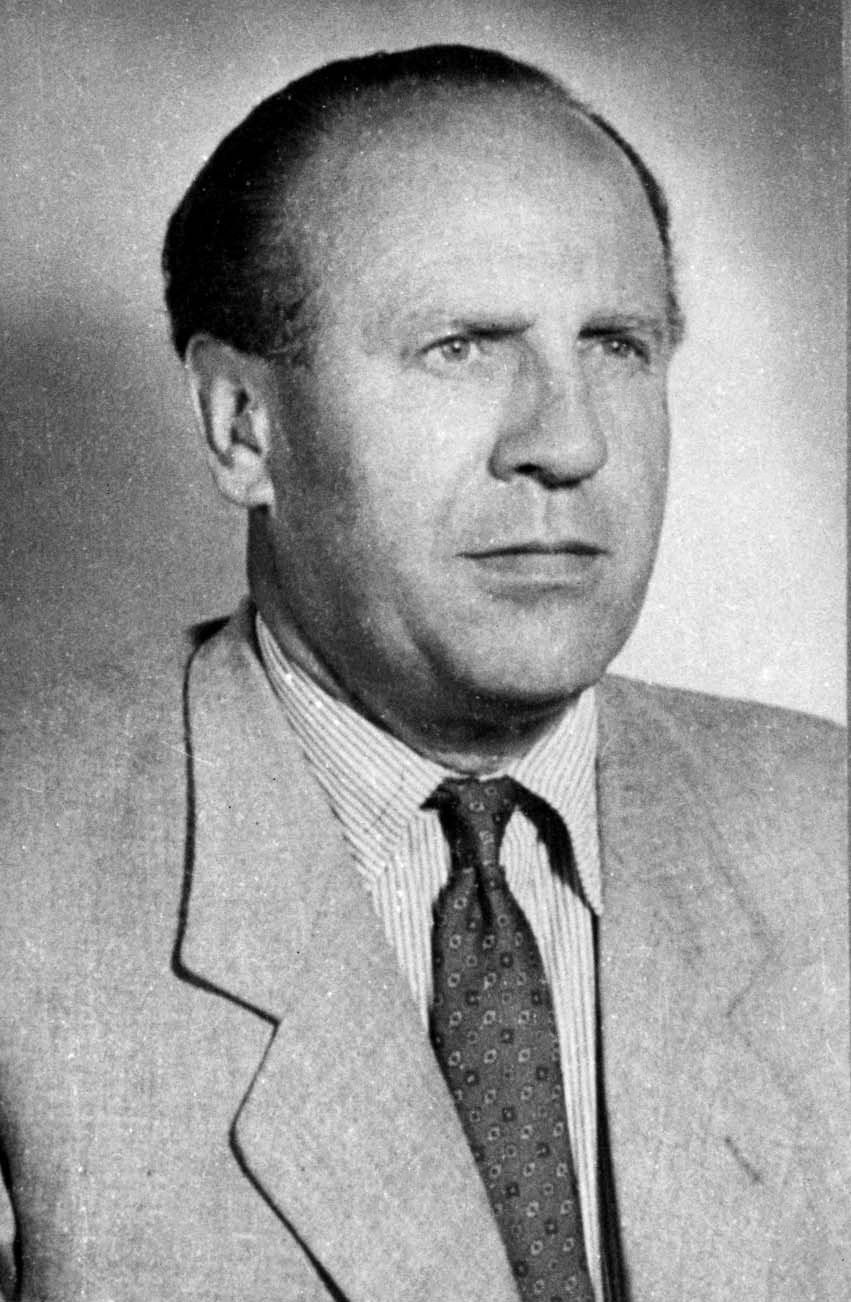
أوسكار شندلر الذي أنقذ العديد من عماله اليهود خلال الحرب العالمية الثانية